# Santa Filomena do Maranhão
Santa Filomena do Maranhão est une municipalité brésilienne située dans l'État du Maranhão.